# Odontolabis antilope
Odontolabis antilope is een keversoort uit de familie vliegende herten (Lucanidae). De wetenschappelijke naam van de soort is voor het eerst geldig gepubliceerd in 1901 door Von Rothenburg.